# Clàudia Riera i Bertran
Clàudia Riera i Bertran   (Andorra, 1 de gener de 1996) és una actriu de cinema, teatre i de televisió andorrana.
Va començar la seva trajectòria al món de la interpretació participant en diversos curtmetratges i obres teatrals. El 2019 va fitxar per la sèrie catalana de TV3 Les de l'hoquei, interpretant el paper de Gina Camps, fet que li va donar gran repercussió després de la compra de la sèrie per part de Netflix per emetre-la mundialment.
El 2020 va participar com a personatge principal a la sèrie de Fox Vis a vis: El Oasis, com a Triana Azcoitia. A més, va fer el seu primer llargmetratge amb la pel·lícula L'ofrena, dirigida per Ventura Durall. Aquell mateix any, es va anunciar el seu fitxatge per a la sèrie reboot El internado, El internado: Las Cumbres, on interpreta el paper d'Inés Mendoza Vázquez.

## Filmografia

### Cinema
| Any  | Títol                  | Rol          | Director       | Notes                                 |
| ---- | ---------------------- | ------------ | -------------- | ------------------------------------- |
| 2020 | L'ofrena               | Violeta jove | Ventura Durall | Primer llargmetratge de Clàudia Riera |
| 2022 | La niña de la comunión | Sonia        | Víctor Garcia  |                                       |
| 2023 | La mesita del comedor  | Cristina     | Caye Casas     |                                       |

### Televisió
| Any  | Títol                     | Rol                  | Canal              | Notes                           |
| ---- | ------------------------- | -------------------- | ------------------ | ------------------------------- |
| 2019 | Les de l'hoquei           | Gina Camps           | TV3/Netflix        | 13 episodis (primera temporada) |
| 2020 | Vis a vis: El oasis       | Triana Azcoitia      | Fox                | 8 episodis                      |
| 2021 | El Internado: Las Cumbres | Inés Mendoza Vázquez | Amazon Prime Video | 8 episodis                      |
| 2024 | Jo mai mai                | Mai                  | 3Cat               | 8 episodis                      |